# مباراة الرجل الحديدي
مباراة الرجل الحديدي (بالإنجليزية: Iron Man Match)‏ مباراة في المصارعة الحرة تحدد مدتها الزمنية مسبقًا (عادةً 30 أو 60 دقيقة) ويكون المنافس الذي يحصل على أكبر عدد من النقاط (تسجل النقطة بتثبيت أو إخضاع أو انتهاء العد أو الاستعباد) فائزًا

## تاريخ المباراة

### فيالمصارعة العالمية الترفيهية
| رقم | المباراة/المدة                              | البطولة                   | النتيجة | الحدث/التاريخ/المكان                                          |
| --- | ------------------------------------------- | ------------------------- | ------- | ------------------------------------------------------------- |
| 1   | شون مايكلز هزم بريت هارت (61:52)            | بطولة WWF                 | 1-0     | Wrestlemania XII 31 مارس 1996، أنهايم، كاليفورنيا             |
| 2   | تربل اتش هزم ذ روك (60:08)                  | بطولة WWF                 | 6-5     | Judjment Day 21 مايو 2000، لويفيل، كنتاكي                     |
| 3   | بروك ليسنر هزم كرت آنغل (60:00)             | بطولة WWF                 | 5-4     | سماك داون 18 سبتمبر 2003، رالي، كارولاينا الشمالية            |
| 4   | كريس بنوا هزم تربل اتش (60:00)              | بطولة العالم للوزن الثقيل | 4-3     | [[راو (برنامج مصارعة)\|راو 26 يوليو 2004، بيتسبرغ، بنسيلفانيا |
| 5   | شون مايكلز ضد كرت آنغل (تعادل 60:00)        | لا يوجد                   | 2-2     | Raw Homecoming 3 أكتوبر 2005، دالاس، تكساس                    |
| 6   | جون سينا هزم راندي أورتن (البطل) 60 دقيقة * | بطولة WWE                 | 6-5     | Bragging Rights 25 أكتوبر 2009، بيتسبرغ، بنسيلفانيا           |

* مباراة بدون استعباد وبدون العد خارجًا

### فيشركة TNA
| الرقم | المباراة                                                                  | النتيجة | الحدث/التاريخ/المكان                                    |
| ----- | ------------------------------------------------------------------------- | ------- | ------------------------------------------------------- |
| 1     | ايجي ستايلز ضد جيري لن (تعادل 10:00)                                      | 3-3     | NWA Pay-Per-View                                        |
| 2     | ايجي ستايلز هزم كرستوفر دانيلز للمحافظة على بطولة قسم الـ(×) (31:37)      | 2-1     | Against All Odds 2005 13 فبراير 2005، أورلاندو، فلوريدا |
| 3     | ايجي ستايلز هزم كرستوفر داينلز للمحافظة على بطولة فسم الـ (×) (30:00)     | 1-0     | Bound For Glory 2005 23 أكتوبر 2005، أورلاندو، فلوريدا  |
| 4     | كرت آنغل هزم سموا جو ليصبح المنافس الأول لبطولة NWA العالمية للوزن الثقيل | 3-2     | Final Resoloution 2007 14 يناير 2007، أورلاندو، فلوريدا |

## وصلات خارجية
- WWE.com - وصف مباراة الرجل الحديدي